# Vảy cá

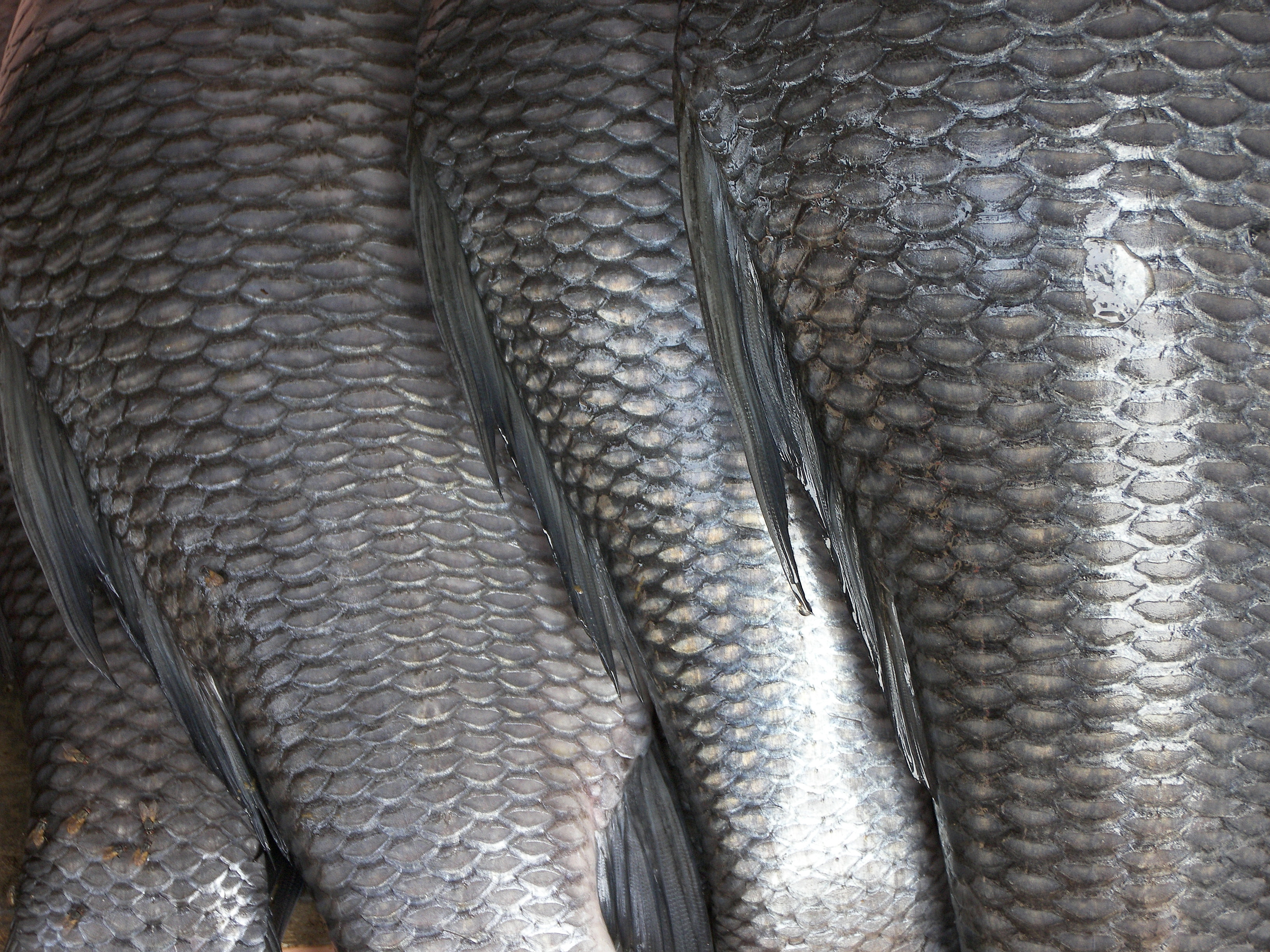
Vảy cá

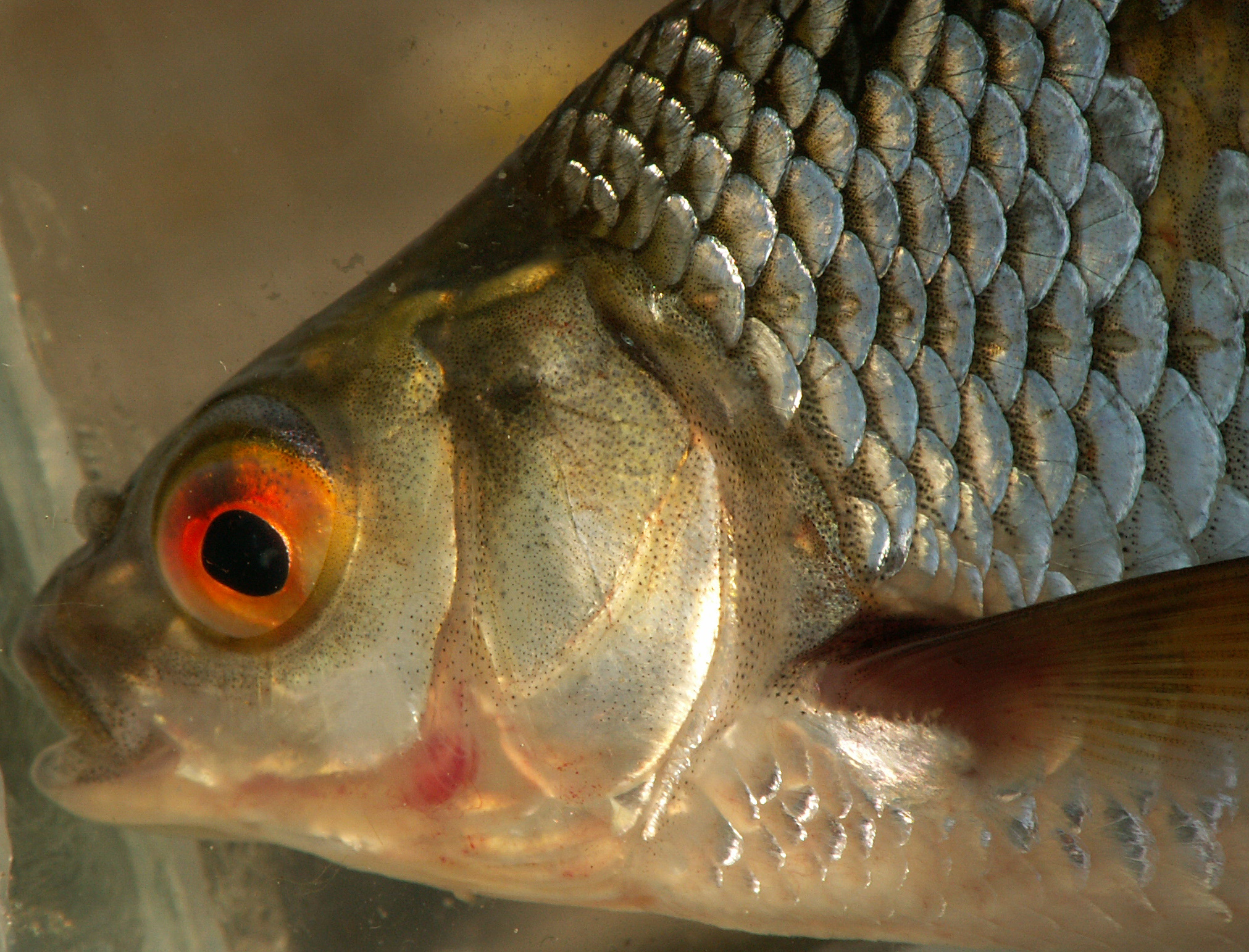
Vảy cá

Vảy cá là lớp vảy gắn liền với da của các loài cá, thông thường là cá xương. Dựa vào nguồn gốc phát sinh và cấu tạo, vảy cá được chia làm ba loại là vảy tấm, vảy láng và vảy xương. Vảy láng: Chỉ có ở cá cổ và cá hóa thạch. Vảy tấm: Có ở cá đuối và cá nhám. Vảy xương: Có ở cá xương.

## Cấu tạo
Hình dạng cấu tạo: Một vẩy thường được chia làm 4 phần: Phần trước: Cắm vào da, có nhiều rãnh đồng tâm và xuyên tâm. Phần sau: Lộ ra ngoài, hướng về phía sau, có nhiều tế bào sắc tố phân bố, đôi khi có gai ở rìa sau của vẩy. Trong phân loại cá, có thể dựa vào phần sau của vẩy để chia vẩy xương làm hai loại là: Vẩy tròn và vẩy lược. Phần bên trên và phần bên dưới có nhiều rãnh đồng tâm.
Hình dạng cấu tạo của một vẩy đường bên ngoài 4 phần trên còn có thêm ống cảm giác nằm ở mặt trên của phần sau vẩy. Ngoài ra gắn liền với vẩy còn có lớp Bì nằm bên dưới lớp biểu bì. Bì được tạo thành bởi các mô liên kết nên khá dai. Bên trong lớp bì có nhiều mạch máu và dây thần kinh phân bố. Dưới cùng của lớp bì có nhiều mô mỡ tích lũy. Đây là nơi tạo ra vẩy của cá.
Ý nghĩa của vẩy xương: Trong nghiên cứu về phân loại cá, số lượng vẩy đường bên (vẩy đường dọc), vẩy trên đường bên, vẩy quanh cuống đuôi là những chỉ tiêu thường được dùng để xác định các giống, loài. Trong nghiên cứu về sinh học, các vân tăng trưởng của vẩy cá (còn gọi là rãnh đồng tâm) được ứng dụng trong nghiên cứu về dinh dưỡng và tăng trưởng của cá. Trong sản xuất, vẩy cá là nguyên liệu dùng trong sản xuất keo, phim ảnh, dùng trong công nghiệp dệt. 

## Da cá
Gắn liền với vẩy cá thì còn có da cá. Nhiệm vụ của da: chống mầm bệnh. Tham gia quá trình hô hấp và bài tiết. Tham gia điều hòa áp suất thẩm thấu của máu cá. Tạo ra các sản phẩm của da: Tuyến đơn bào, tuyến đa bào, tuyến độc, vẩy, cơ quan phát sáng.
Về cấu trúc của da gồm có biểu bì: Được tạo thành bởi nhiều tế bào hình bọt. Số lượng các tế bào biểu bì thay đổi theo loài, lứa tuổi, vị trí trên cơ thể cá. Biểu bì thường mềm và mỏng. Tuy nhiên biểu bì của da cá có thể hóa sừng từng bộ phận trong một thời gian (biểu bì gốc vi ngực của cá mè trắng bị hoá sừng trong mùa sinh sản) hoặc suốt đời (biểu bì của môi cá ăn rong, rêu bám trên đá bị hoá sừng suốt đời). Trong cùng của lớp biểu bì là tầng sinh trưởng.
Bì nằm bên dưới lớp biểu bì. Bì được tạo thành bởi các mô liên kết nên khá dai. Bên trong lớp bì có nhiều mạch máu và dây thần kinh phân bố. Dưới cùng của lớp bì có nhiều mô mỡ tích lũy. Đây là nơi tạo ra vẩy của cá. Màu sắc của cá: Giúp cá thích nghi, hoà lẫn với môi trường sống để dễ dàng trong việc tự vệ và bắt mồi. Cá sống tầng mặt: Lưng thường có màu xanh. Cá sống tầng đáy: Lưng thường có màu xám, xám đen. Cá sống ở các thủy vực có nhiều rong rêu, cây cỏ thủy sinh: Lưng thường có màu xanh rêu.